# Ichtratzheim
 Ichtratzheim (en alsacià Ischterze) és un municipi francès, situat a la regió del Gran Est, al departament del Baix Rin. L'any 1999 tenia 282 habitants.
Forma part del cantó d'Erstein, del districte de Sélestat-Erstein i de la Comunitat de comunes del cantó d'Erstein.

## Demografia
| 1962 | 1968 | 1975 | 1982 | 1990 | 1999 |
| ---- | ---- | ---- | ---- | ---- | ---- |
| 191  | 206  | 286  | 295  | 280  | 282  |

## Administració
| Període   | Identitat          | Partit |
| --------- | ------------------ | ------ |
| 1995-2014 | Albertine Nuss     | UMP    |
| 2014-2020 | Grégory Gilgenmann |        |